# Tricks of the Trade (film 1913)
Tricks of the Trade è un cortometraggio muto del 1913 diretto da Frederick A. Thomson.

## Trama
Jack e Lizzie Breen sono due truffatori che vivono di espedienti, non arretrando davanti a niente. Lui si dà persino all'accattonaggio, mangiando croste di pane per impietosire i passanti. Prende al laccio la tenera Jennie Corcoran che, credendolo un poveretto, gli dà del denaro. La sera, lui torna a casa, nel suo bell'appartamento, con i proventi della giornata. Smessi i panni laceri del mendicante, esce di nuovo per un paio di colpetti, tra cui un furto in un negozio. Poi, vestito da sera, esce con la moglie a cena. Al ristorante, Lizzie si mette a flirtare uno sciocco giovanotto da cui si fa dare un bell'anello di diamanti. Ma, nel locale arriva anche Jennie Corcoran che riconosce in uno degli avventori il mendicante della mattina e lo denuncia a un detective. La coppia di malviventi viene arrestata e condannata al carcere.

## Produzione
Il film fu prodotto dalla Vitagraph Company of America.

## Distribuzione
Distribuito dalla General Film Company, il film - un cortometraggio in una bobina - uscì nelle sale cinematografiche statunitensi il 27 maggio 1913.